# Anisocanthon villosus
Anisocanthon villosus là một loài bọ cánh cứng trong họ Bọ hung (Scarabaeidae).